# Pınar Toprak
Pınar O. Toprak (* 18. Oktober 1980 in Istanbul) ist eine türkische Komponistin.

## Biografie
Pınar O. Toprak studierte Violine und Klassische Gitarre am Staatlichen Konservatorium in Istanbul. Nach ihrem Studium zog sie 1997 nach Chicago, wo sie Piano und Jazztheorie studierte. Sie schloss ein Studium in Filmkomposition am Berklee College of Music mit einem Bachelor ab und studierte anschließend Komposition an der California State University, wo sie im Alter von 22 Jahren ihren Master erhielt. Ihre Karriere als Filmkomponistin begann sie schließlich bei Remote Control Productions, wo sie unter anderem mit Hans Zimmer zusammenarbeitete. Nachdem sie 2003 mit der Musik zu Azita Zendels Komödie Controlled Chaos als Filmkomponistin debütiert hatte, war sie seitdem für die Musik von Filmen wie Im Fadenkreuz II – Achse des Bösen, Loch Ness – Die Bestie aus der Tiefe und The River Murders – Blutige Rache verantwortlich.
Im Sommer 2021 wurde Toprak Mitglied der Academy of Motion Picture Arts and Sciences.

## Filmografie (Auswahl)
- 2003: Controlled Chaos
- 2006: Im Fadenkreuz II – Achse des Bösen (Behind Enemy Lines II: Axis of Evil)
- 2007: Loch Ness – Die Bestie aus der Tiefe (Beyond Loch Ness)
- 2008: Monster Village – Das Dorf der Verfluchten (Ogre)
- 2008: Ba’al – Das Vermächtnis des Sturmgottes (Ba’al: The Storm God)
- 2008: Monster Village – Das Dorf der Verfluchten (Ogre)
- 2009: Wyvern – Die Rückkehr der Drachen (Wyvern)
- 2010: Monster Worms – Angriff der Monsterwürmer (Mongolian Death Worm)
- 2011: The River Murders – Blutige Rache (The River Murders)
- 2018–2019: Krypton (Fernsehserie, 20 Folgen)
- 2018: Der ägyptische Spion, der Israel rettete (The Angel)
- 2018: Purl (Kurzfilm)
- 2019: Captain Marvel
- 2019: Skyfire
- 2020–2022: Stargirl (Fernsehserie, 39 Folgen)
- 2021: Noch einmal wir (Us Again, Kurzfilm)
- 2022: The Lost City – Das Geheimnis der verlorenen Stadt (The Lost City)
- 2022: Schlummerland (Slumberland)
- 2022: Shotgun Wedding – Ein knallhartes Team (Shotgun Wedding)
- 2023: Paw Patrol – Der Mighty Kinofilm (PAW Patrol: The Mighty Movie)
- 2023: Family Switch
- 2023: Avatar: Frontiers of Pandora (Videospiel)
- 2024: Lonely Planet: Liebe in Marokko (Lonely Planet)